# خط الصدر
محيط الصدر أو خط الصدر هو خط يحيط بالجزء الأكثر امتلاءً من الثدي أو محيط الجسم عند الصدر. هو قياس للجسم يقيس محيط جذع المرأة عند مستوى الثديين . يُقاس بإبقاء شريط القياس أفقيًا ولفه حول الجسم بحيث يمر فوق الحلمات وتحت الإبطين. فيما يتعلق بملابس المرأة، فإن خط الصدر هو الخطوط العريضة أو شكل صدر المرأة، أو جزء الثوب الذي يغطي الثديين، مثل الفستان ذو خط الصدر الملائم. خط الصدر مقياسً مهم في مقاسات ملابس النساء.